# 野洲市立野洲中学校
野洲市立野洲中学校（やすしりつ やすちゅうがっこう）は、滋賀県野洲市小篠原にある公立中学校。略称は「野洲中」。

## 沿革
六・三・三制度が導入された戦後の学制改革により、1947年4月に野洲中学校として設立された。当時はまだ中学校としての独立した校舎は無く、野洲西小学校（現野洲小学校）の校舎を借用してのスタートとなった。野洲東小学校（現三上小学校）には三上分校がおかれた。翌1948年10月には現在地に独立校舎が完成し、野洲西小学校、野洲東小学校での借用状態が解消された。
1955年4月には、野洲町、祇王村、篠原村が合併して、野洲町立野洲中学校へ改称した。
人口増加期の1984年には野洲町立野洲北中学校を分離している。2004年には野洲町が中主町と合併して野洲市になったことに伴い、野洲市立野洲中学校へ改称している。

### 年表
- 1947年4月 - 組合立野洲中学校、三上分校開校
- 1948年10月 - 新校舎（現在地）に移転、三上分校を廃止
- 1955年4月 - 町村合併に伴い、野洲町立野洲中学校へ改称
- 1963年2月 - 体育館竣工
- 1978年2月 - 3年生2名が、いじめの仕返しとして同級宅で4名を襲い、1名が死亡、2人が重傷を負う事件が発生
- 1984年4月 - 野洲町立野洲北中学校を分離
- 1987年8月 - 体育館の大規模改造工事が竣工
- 1990年8月 - 普通教室棟大規模改造工事竣工
- 1991年8月 - 特別教室棟大規模改造工事竣工
- 1996年3月 - 柔剣道場竣工
- 1997年4月 - コンピューター教室を設置
- 2004年10月1日 - 合併に伴う野洲市発足に伴い、野洲市立野洲中学校へ改称
- 2008年3月 - AEDを設置
- 2011年3月 - 改築棟竣工

## 著名な出身者
- 蔵間竜也（元大相撲力士、タレント）
- 西川貴教（ミュージシャン）
- 桜井広大（元プロ野球選手）
- 中島依美（女子サッカー選手）
- 山本幸輝（ラグビー選手）
- 山本悠樹（サッカー選手）

## 通学区域
- 野洲市立野洲小学校の校区
- 野洲市立三上小学校の校区
- 野洲市立北野小学校の校区

## 交通アクセス
- JR琵琶湖線（東海道本線）野洲駅から近江鉄道バスで野洲中学校前停留所下車、徒歩4分。
- 同駅から徒歩約20分。